# 身體駭客
生物駭客（英語：Biohacking）是駭客倫理規範的應用，它透過使用DIY控制論設備將生化製劑引入體內以增強或改變其身體功能，從而改善自身身體。從事這項活動的人被稱為"grinders"，許多"grinders"認同生物龐克運動、超人類主義和技術進步主義。"grinders"運動與人體改造運動密切相關，並且將控制論的設備實際植入有機體內作為一種努力實現超人類主義的方法，例如設計和安裝DIY的身體增強功能設備，如磁性植入物。在非機構科學和技術發展的趨勢中，出現了生物駭客行為。
根據Biohack.me的說法，"grinders"是充滿激情的人，他們相信科學的工具和知識屬於每個人。他們會練習極端的機體改造，以改善人體狀況。例如自行用電子硬體植入體內，以擴展和提高人類能力。他們相信行動是實驗的主體。
“生物駭客”也可以指結合醫療、營養和電子技術來管理自己的生物學。這可能包括使用聰明藥、無毒物質和控制論設備來記錄生物識別數據（如“量化自我運動”中的信息）。

## 外部連結
- Grinder Resource Library （页面存档备份，存于）
- Biopunk directory （页面存档备份，存于）

### 影片
- Richard Thieme, "Hacking, biohacking and the future of humanity" （页面存档备份，存于）
- "Biohackers: a journey into cyborg America" （页面存档备份，存于）
- Kevin Warwick, "The last remaining hurdles to cyborg technology" （页面存档备份，存于）
- Kevin Warwick, "Implants and technology — the future of healthcare?" （页面存档备份，存于）
- Kevin Warwick, "Cyborg interfaces" （页面存档备份，存于）